# Китайська програма дослідження Місяця
Китайська програма дослідження Місяця (кит.: 中国探月; піньїнь: Zhōngguó Tànyuè англ. Chinese Lunar Exploration Program), також відома як «Проєкт Чан'е» (кит.: 嫦娥工程;; піньїнь: Cháng'é Gōngchéng англ. Chang'e Project), названа на честь богині Місяця з китайської міфології, Чан'е — це триваюча програма з дослідження Місяця під егідою Китайського національного космічного управління (КНКУ). Програма включає місячні орбітальні апарати, посадкові модулі, місяцеходи та космічні кораблі для повернення зразків, запущені за допомогою ракет «Великий похід». Запуски та польоти контролюються системою телеметрії, відстеження та командування англ. telemetry, tracking, and command (TT&C), яка використовує 50-метрові радіоантени в Пекіні та 40-метрові антени в Куньміні, Шанхаї та Урумчі, щоб утворюють 3000-кілометрову VLBI антену. Запатентована наземна прикладна система відповідає за прийом даних по низхідній лінії зв'язку.
Головний розробник китайської місячної програми — Ву Вейрен.

## Структура програми
Китайська програма дослідження Місяця розділена на чотири основні етапи, кожен з яких служить демонстрацією технологій для підготовки до майбутніх місій.

### Перша етап— орбітальні місії
Перший етап передбачав запуск двох місячних орбітальних апаратів, і станом на 2012 рік цей етап вважається завершеним.
- «Чан'е-1», запущений 24 жовтня 2007 року на борту ракети «Великий похід-3A»[3][4], просканував увесь Місяць у деталях, створивши 3D-карту високої чіткості, яка стане орієнтиром для майбутніх м'яких посадок. Зонд також склав карту кількості та розподілу різних хімічних елементів на поверхні Місяця в рамках оцінки потенційно корисних ресурсів.
- «Чан'е-2», запущений 1 жовтня 2010 року на борту ракети «Великий похід 3C»[5], досяг Місяця менш ніж за 5 днів, порівняно з 12 днями для «Чан'е-1» та створив більш детальну карту Місяця[6]. Потім він покинув місячну орбіту та попрямував до точки Лагранжа Земля–Сонце L2, щоб перевірити роботу мережі TT&C. Зробивши це, він завершив обліт астероїда 4179 Тоутатіс 13 грудня 2012 року, перш ніж вирушити у глибокий космос для подальшого тестування мережі TT&C.

### Другий етап— м'яка посадка місяцеходів
Другий етап включає в себе м'яку посадку космічних апаратів на поверхню Місяця та розгорнення місяцеходів для проведення досліджень. Станом на січень 2023 року, цей етап триває.
- «Чан'е-3», запущений 2 грудня 2013 року на борту ракети «Великий похід 3B», здійснив посадку на Місяць 14 грудня 2013 року[7]. Він ніс із собою місяцехід під назвою «Юйту», який був розроблений для дослідження області 3 квадратних кілометри під час 3-місячної місії. Передбачалося також проводити ультрафіолетові спостереження галактик, активних галактичних ядер, змінних зірок, подвійних систем зірок, нових зірок, квазарів і блазарів, а також структури і динаміки плазмосфери Землі.
- «Чан'е-4» запустили 7 грудня 2018 року[8]. Спочатку запуск був запланований на 2015 рік, він був резервним для «Чан'є-3». Однак, в результаті успіху цієї місії, конфігурація «Чан'е-4» була скоригована для наступної місії[9]. Він приземлився 3 січня 2019 року в Басейні Південного полюса — Ейткен[10], на зворотному боці Місяця та розгорнув місяцехід «Юйту-2»[11].

### Третій етап— місія з повернення зразків
Див. також Все про повернення зразків зі зворотного боку Місяця.
Третій етап включатиме в себе місію з повернення зразків з поверхні Місяця на Землю.
- «Чан'е-5Т1» був запущений 23 жовтня 2014 року[12]. Він був розроблений для випробування космічного корабля для його повернення з Місяця.
- «Чан'е-5» запустили 23 листопада 2020 року[13]. Модуль приземлився поблизу гори Рюмкера у Океані Бур 1 грудня 2020 року[14] та повернувся на Землю з 2 кілограмами місячного ґрунту 16 грудня 2020 року і приземлився у районі Внутрішня Монголія[15][16].

### Четвертий етап— місячна роботизована дослідницька станція
Після завершення перших трьох етапів розпочнеться фаза розробки автономної місячної дослідницької станції поблизу південного полюса Місяця.
- «Чан'е-6», запуск якого очікується в 2024 році[18], досліджуватиме топографію, склад і структуру надр Басейну Південного полюса — Ейткена. Місія також передбачає повернення зразків на Землю.
- «Чан'е-7» запустять у 2026 році[19] — це місія, під час якої досліджуватиметься південний полюс Місяця на предмет пошуків ресурсів. Місія включатиме орбітальний апарат, супутник-ретранслятор, посадковий модуль, міні-зонд і місяцехід «Рашид 2», наданий Об'єднаними Арабськими Еміратами[20].
- «Чан'е-8», запуск якого очікується у 2028 році, перевірить технології розробки та використання ресурсів на місці[19]. Він може включати посадковий модуль, марсохід і літаючий детектор, а також проведення експерименту із 3D-друком з використанням технології «Використання ресурсів in situ» для випробування побудови конструкції[2]. Він також транспортуватиме невеликий запечатаний екосистемний експеримент. Це буде випробовування технології, необхідної для будівництва місячної наукової бази[21].

### Етап місії з екіпажем
Станом на 2019 рік Китай розглядав можливість підготовки екіпажу для висадки на Місяць у 2030-х роках та можливої побудуви форпосту поблизу південного полюса Місяця у міжнародній співпраці.

## Галерея

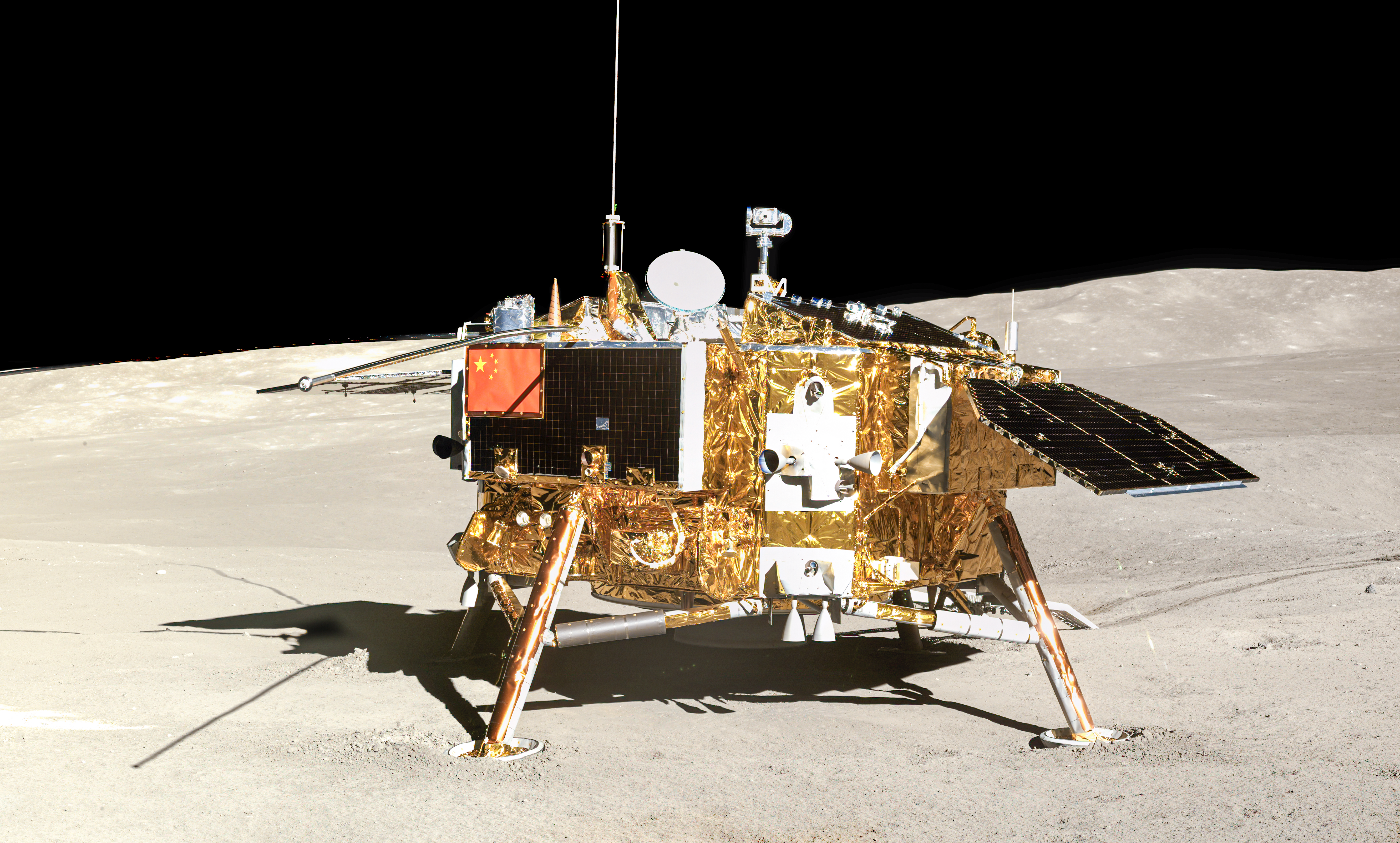
Посадковий модуль «Чан'е-4» на Місяці
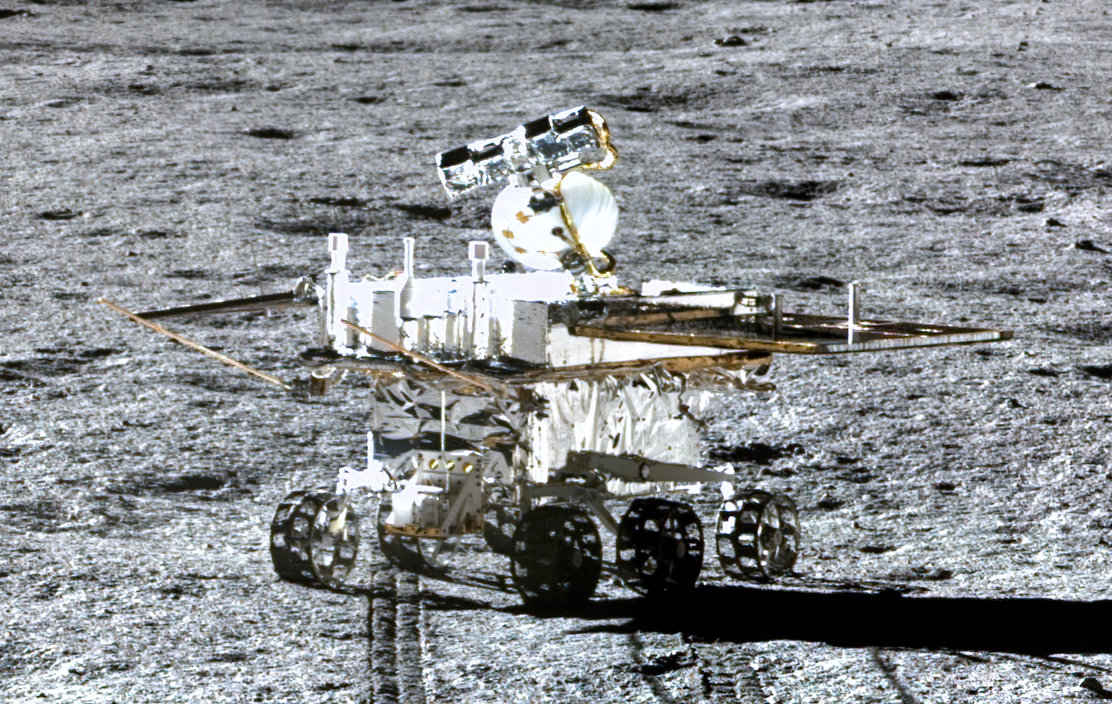
Місяцехід «Юйту-2» на поверхні Місяць

## Інтернет-ресурси
- Все про повернення зразків зі зворотного боку Місяця.
- Китайська програма дослідження Місяця. Хронологія